# Chillwave
Chillwave（英語：Chillwave，直译：「寒波、寒潮、冷波、放松波」，“Chill”是一个英语俚语，意思是平静下来或放松），是2000年代末美國出現的一種電子音樂微流派，最初被認為是glo-fi和催眠流行乐的同義詞。節奏一般慢到中等，音效柔和且帶低傳真效果。Chillwave具懷舊元素，讓人想起1970年代末和1980年代初的流行樂。特徵包括褪色或夢幻般的復古流行聲音、逃避現實的歌詞（常提及海灘或夏天）、使用混響和老式合成器。
Chillwave波是最早主要透過網際網路發展的音樂類型之一，這個詞是由部落格於2009年創造來諷刺「聲音類似於1980年代VHS磁帶中的配樂」的獨立音樂微流派。在此之前，這些音樂會被歸類成夢幻流行、瞪鞋搖滾、環境音樂或獨立電子樂。 此音樂類型較知名的創作者包含Neon Indian、Washed Out和Toro y Moi，他們在2009年的「Chillwave之夏」中受到關注。Washed Out 2009年的歌曲〈Feel It All around〉仍然是最知名的chillwave歌曲。
由於此流派風格簡單、成本低，吸引了許多創作者，導致作品數量的飽和，最終迎來衰退。因為音樂被認為淺薄且依賴懷舊，chillwave一詞被用作貶義，批評者也認為這個詞是媒體編造的。到2010年代中期，chillwave漸漸不再流行，大多數的創作者和聽眾往其他音樂類型發展，然而chillwave仍啟發了2010年代崛起的眾多網路音樂微類型，例如合成波及蒸汽波。

## 名稱

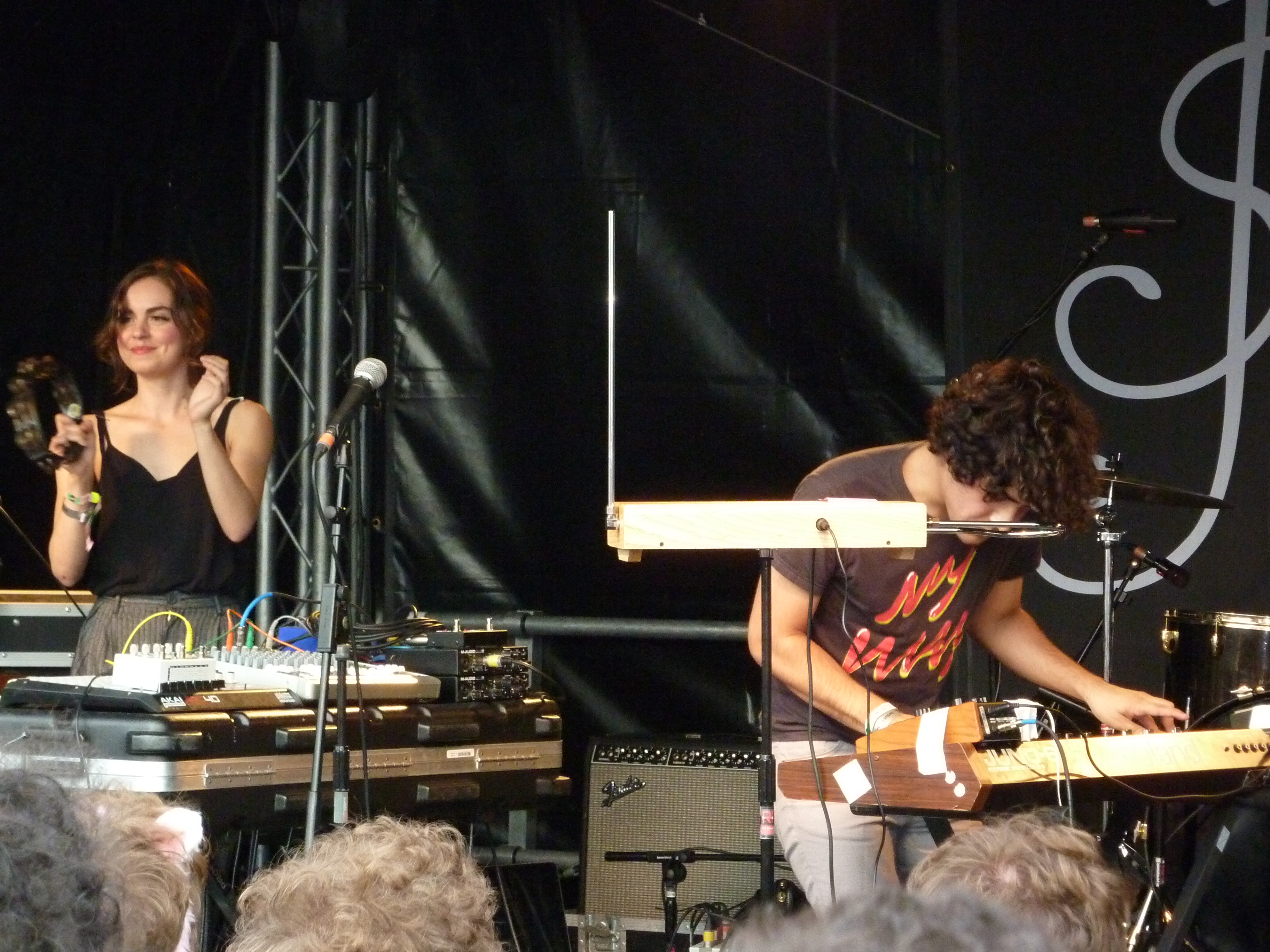
Neon Indian表演，攝於2010年

Chillwave一詞首次出現於部落格Hipster Runoff的化名管理員查爾斯（Charles）於2009年7月撰寫的一篇文章。該網站活躍於2008年至2013年間，以其諷刺「另類」趨勢的貼文而著稱。在這篇文章〈WashedOut是下一個Neon Indian/Memory Tapes嗎？〉中，查爾斯使用這個名稱來描述許多彼此相似的新興樂團。 反思一種涉及「音樂圈」的新生趨勢，尋找一種「新的『正宗、地下產品』，而不是像AnCo / GrizzBear / 等這樣的大品牌……這有點『概念性』，但也表明你的樂隊具有『流行敏感性』或其他東西。」他還提出了一個音樂類型名稱列表，包括不少具侮辱性的字眼，像是「forkshit」和「CumWave」.文章的結論是：
感覺我將來可能會稱之為「chillwave」音樂。感覺「chillwave」由「厚/冷合成器」主導，而概念核心仍在嘗試「使用真實的樂器/聲音，就像在自然界中記錄的一樣」。感覺chillwave聽起來應該像是在「你在閣樓裡發現的80年代末/90年代初的舊VHS磁帶」的背景中播放的東西。
2009年8月，音樂雜誌《The Wire》記者大衛·肯恩（David Keenan）創造了「催眠流行音樂」一詞來描述2000年代低保真和後噪音音樂的趨勢，這些獨立音樂開始融入文化懷舊、童年記憶和過時的錄音技術。Chillwave最初被歸類在「催眠流行」和「glo-fi」之下，然而「glo-fi」一詞很快就不再使用了。
雖然和催眠流行音樂都與1980、1990年代的文化有關，但chillwave擁護一種更商業化的聲音，強調「俗氣」的混響效果等。根據Pitchfork的邁爾斯·包威（Miles Bowe）的說法，chillwave構成了一種貶義，指的是對催眠流行音樂人「憤世嫉俗」的品牌重塑，他們「簡化了他們的風格以找到真正的流行音樂成功」。直到2010年初，這個用語才成為主流，當時它成為《華爾街日報》和《紐約時報》文章的主題。

## 歷史

### 起源
被歸類為迷幻音樂 或電子流行 。起源於合成器流行、獨立電子樂、臥室流行音樂等流派。據網路媒體Pitchfork的所言，這種風格從1990年代已開始出現，原因是：「醉醺醺、快樂的大學生在入睡時聽著唱片。」最早表現出此流派特徵的音樂是海灘男孩1970年的歌曲〈All I Wanna Do〉。而海灘男孩的歌曲往往提及海灘和夏日，主唱布萊恩·威爾森又有心理問題及毒癮，被認為影響了的主題。

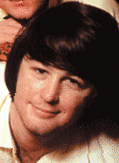
布萊恩·威爾森，被認為和chillwave的主題有關

阿里爾·平克常被稱為「chillwave教父」。他在2000年代中期透過一系列自製專輯而獲得認可，這些專輯在低保真效果下重新營造了1970年代的廣播搖滾和1980年代的新浪潮音樂。發行平克專輯的唱片公司由Animal Collective經營，對平克的錄音印象深刻，並從2000年的《The Doldrums》開始與平克簽約。Pink的音樂對後續的創作者如Toro y Moi和Washed Out等樂團產生了很大的影響。 
2007年3月，Animal Collective成員Panda Bear諾亞·雷諾斯，Noah Lennox）發行了個人專輯，該專輯被譽為開創了chillwave風格。這張專輯廣泛影響了後來的獨立音樂，其音效成為chillwave和許多類似音樂的主要靈感來源。根據Flavorwire的湯姆·霍金（Tom Hawking）的說法，chillwave將Animal Collective的風格轉化為一個完整的流派，然而「Animal Collective從來都不是那個場景的真正一部分，事實上，它們更像是它的精神霸主」。

### 流行
Chillwave在2008年和2009年蓬勃發展，以2009年的「Chillwave之夏」達到頂峰，其特徵是大量創作者的名字和歌曲標題都提到了夏季、海灘或衝浪，歌曲的節奏通常為中等至中等偏慢，並結合了復古的模擬樂器，讓人想起1970、80年代的流行音樂。雖然chillwave沒有具體的起源地，但主要流行於美國南部和東部海岸，其中以紐約布魯克林最為突出。 Neon Indian （艾倫·帕洛莫，Alan Palomo）、Washed Out （歐內斯特·格林，Ernest Greene） 和Toro y Moi（查茲·邦迪克，Chaz Bundick） 被認為是Chillwave運動的先驅。 這三人都是來自美國南部的表演者，其中格林和邦迪克還是合作者。
的首張專輯《Psychic Chasms》（2009年10月）是早期該流派的代表專輯，Toro y Moi的專輯《Causers of This》（2010年1月）因其老式的低保真流行風格而引起關注，這張專輯也得到了評論家的正面評價，並得到了饒舌歌手肯伊·威斯特的認可，這使得作品更加受歡迎。《滾石》雜誌更進一步稱Toro y Moi為「chillwave 教父」。網路雜誌《立體膠》的伊恩·柯恩（Ian Cohen）在2019年撰文，認為Memory Tapes（戴夫·霍克，Dayve Hawk）是這個時代第四好的chillwave樂團。科恩將霍克2009年的《Seek Magic》評為「可能是有史以來最偉大的chillwave專輯。」 

### 衍生
蒸汽波是另一個電子音樂微類型，起源於的諷刺變體。它大致源自阿里爾·平克和詹姆斯·費拉羅等催眠藝術家的作品，其特點是使用復古流行文化以及chillwave場景的「模擬懷舊」。強化了催眠流行音樂的實驗音樂傾向，蒸汽波是乾淨地產生的，並且幾乎完全透過取樣組成。它仰賴1980年代和1990年代的流暢爵士、電梯音樂、節奏藍調和舞曲音樂等來源，以及斬波、減速、螺旋技術、循環和其他效果的應用。
蒸氣波的流行程度在2012年上升，在Reddit和4chan等網站上建立了受眾。線上論壇對蒸氣波的描述之一是「馬克思主義者的chillwave」。蒸氣波大量的子類型和分支很快便隨之而來，其中一些故意表現出這個類型的戲謔性。

### 衰退
的流行約在2010年達到頂峰 ，同時它也受到了廣泛批評。部落格文章中對這種音樂的描述越來越陳腔濫調，例如「音景」、「夢幻」、「鬱鬱蔥蔥」、「發光」和「陽光親吻」。2009年12月，《村聲》雜誌表示：「90%有關glo-fi的文章都以某種方式提到了夏天，而夏天已經過去了大概四個月了。」
場景最終「枯萎而死」，一個主要原因是由於製作過程簡單，導致創作者的過度飽和。在解釋為什麼這種流派失去公眾青睞時，邦迪克推測冷浪「做了它的事情，一旦它成為一種東西，人們就不再在乎它了，甚至是（製作它的）音樂人。」
在該流派衰退的2010年代中期，「神聖三巨頭」Washed Out、Toro y Moi和Neon Indian仍然保持著自己的職業生涯。湯姆·霍金在上預測道：「Chillwave時代很可能成為音樂史的一個腳註，在每個人都感到恐懼的時代，中產階級焦慮的微弱爆發。但這並不意味著它不值得研究，因為它簡單的存在比音樂本身更能說明一代人的心聲。」

## 影響與評論
Chillwave逃避現實的元素被認為和2007年次級房屋信貸危機時的中產階級有關，表達了人們對於模糊童年理想化的懷舊。喬恩·帕雷萊斯在《紐約時報》表示這種音樂類型的共通點為：「他們是獨奏表演或小型樂團，通常以筆記型電腦為核心，他們利用電子流行音樂的記憶進行交易：1980年代，充滿跳躍感的舞曲音樂（通常還有音量較弱的主唱），這是經濟衰退時期的音樂——成本低且適合跳舞。」
Chillwave是最早在網際網路上獲得名稱的音樂類型之一， 也是Twitter成為主要社群媒體前，最後出現的獨立音樂現象之一，此流派的傳播和音樂部落格有關。這是網際網路取代地理位置連結音樂趨勢的一個例子。Chillwave及其分支例如蒸氣波在YouTube上廣受歡迎，它們通常以諷刺歌曲或迷因形式出現。在《衛報》的艾米莉·弗里德蘭德（Emilie Friedlander）的描述下，chillwave是「一種網路電子微流派，它衍生出了一百種網路電子微流派」。 
到了2015年，大多數人認為是一種捏造的非流派。2016年，Neon Indian的成員帕洛莫亦表達了對和「蒸氣波」標籤的反對，並且稱他對chillwave的失勢「感到非常高興」。同為相關音樂創作者的邦迪克則持正面看法，他說：「我喜歡我與它相關的事實，這很酷。沒有多少藝術家有機會成為這種音樂類型的一部分，所以我想在某種程度上我非常榮幸能被認為是其中的一部分。」 戴夫‧席林（Dave Schilling）在Grentland上說道：
Chillwave既是音樂部落格圈的決定性時刻，也是最後的喘息。Gorilla vs. Bear和Pitchfork等網站一度對它產生了濃厚的興趣，《華爾街日報》等傳統媒體出版物中嚴肅的文章也提出了這樣的問題：「Chillwave是下一個音樂大趨勢嗎？」 它永遠不可能成為一種正確的趨勢，因為它的製造過程是透明的。

## 外部連結
- 维基共享资源上的相關多媒體資源：Chillwave